# Polskie Towarzystwo Pedagogiczne we Lwowie

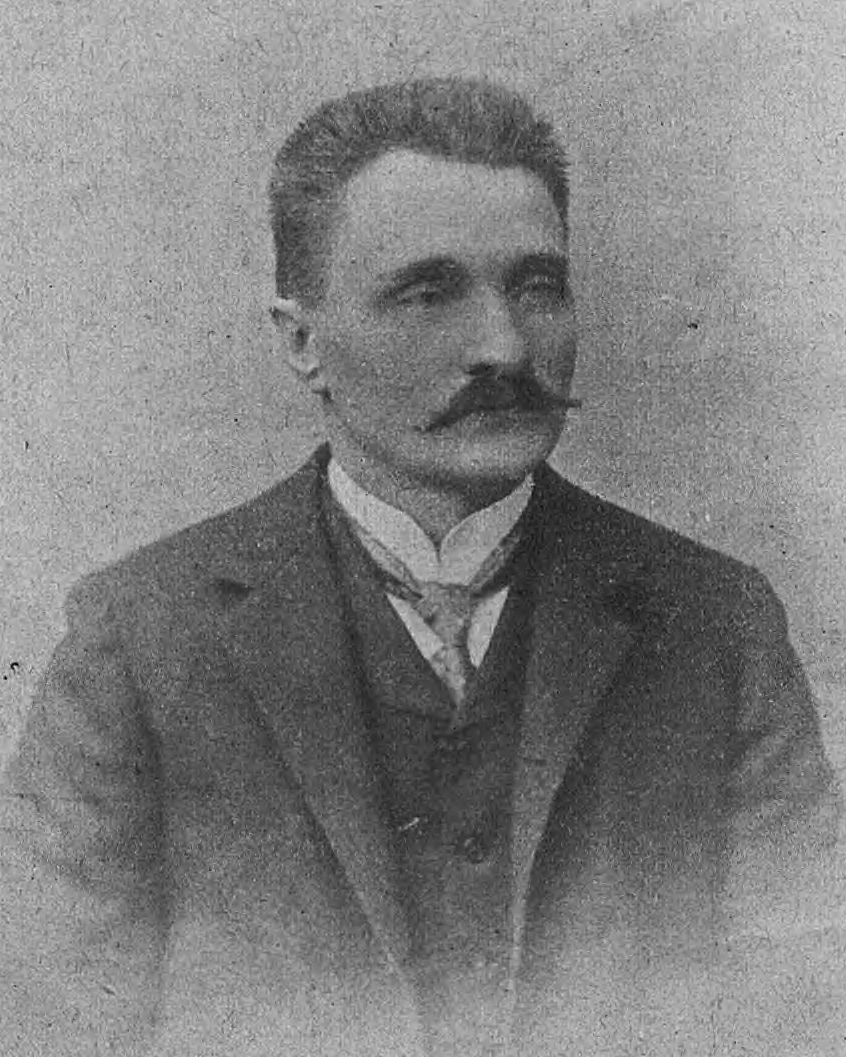
Józef Piórkiewicz

Polskie Towarzystwo Pedagogiczne we Lwowie – polska organizacja w zaborze austriackim.
Polskie Towarzystwo Pedagogiczne we Lwowie powstało w 1868. Według stanu z 1914 posiadało 47 oddziałów w miastach Galicji i 3451 członków zwyczajnych. W 1913 prezesem zarządu głównego został wybrany Józef Piórkiewicz. W 1914 towarzystwo miało siedzibę w domu własnym przy ulicy Zimorowicza 17 we Lwowie. 
Organem prasowym PTP był miesięcznik „Szkoła”, wydawany z dodatkiem metodycznym „Praktyka szkolna”. Od 1869 do 1871 redaktorem naczelnym tegoż periodyku był Bronisław Trzaskowski.

## Członkowie
Członkowie honorowi: Antoni Małecki (1869), Anna Potocka (1871), Jerzy Czartoryski (1878), Stanisław Badeni (1878), Bolesław Baranowski (1885), Henryk Sienkiewicz (1900), Józef Piórkiewicz (1908), Julian Nowakowski (1908), ks. Walenty Mazanek (1908), Franciszek Irauth (1908), Antoni Zieliński (1908), Józef Spis (1908), Jan Wojtyga (1908), Andrzej Jakiel (1909), Edwin Płażek (1909), Adolf Brunicki (1910), Zygmunt Miłkowski (1913).